# Air Force United Football Club
Maillots
Le Air Force United Football Club (en thaï : สโมสรฟุตบอลแอร์ฟอร์ซ ยูไนเต็ด), plus couramment abrégé en Air Force United, est un ancien club thaïlandais de football fondé en 1937 et disparu en 2019, et basé à Bangkok, la capitale du pays.
Il s'agit du club de la Royal Thai Air Force, la force aérienne Thaïlandaise.

## Palmarès
| \| - Champion de Thaïlande (3) : - Champion : 1987, 1997 et 1999. - Coupe de Thaïlande (3) : - Vainqueur : 1995, 1996 et 2001. - Coupe de la Ligue thaïlandaise (2) : - Vainqueur : 1997 et 1994. \| \| - Coupe de la Reine (3) : - Vainqueur : 1970, 1974 et 1982. - Champion de Thaïlande D2 (1) : - Champion : 2013. \| |  | |
| - Champion de Thaïlande (3) : - Champion : 1987, 1997 et 1999. - Coupe de Thaïlande (3) : - Vainqueur : 1995, 1996 et 2001. - Coupe de la Ligue thaïlandaise (2) : - Vainqueur : 1997 et 1994. |  | - Coupe de la Reine (3) : - Vainqueur : 1970, 1974 et 1982. - Champion de Thaïlande D2 (1) : - Champion : 2013. |